# 세륨
세륨(문화어: 세리움←영어: Cerium 시어리엄[*])은 화학 원소로 기호는 Ce(←라틴어: Cerium 케리움[*]), 원자 번호는 58이다. 세륨은 은색을 띄며 연성이 있는 무른 금속으로 공기 중에서 쉽게 산화한다. 세륨은 지각 전체의 무게에서 0.0046% 정도를 차지하여 희토류 원소 중 가장 흔한 원소이다. 모나자이트에서 추출한다. 세륨은 유리에 색을 입힐 때 촉매로 사용하며 형광등의 인광물질을 도포할 때도 사용된다. 세륨·란타넘 합금으로 탄환을 만들어 예광탄으로 쓰기도 한다.

## 성질

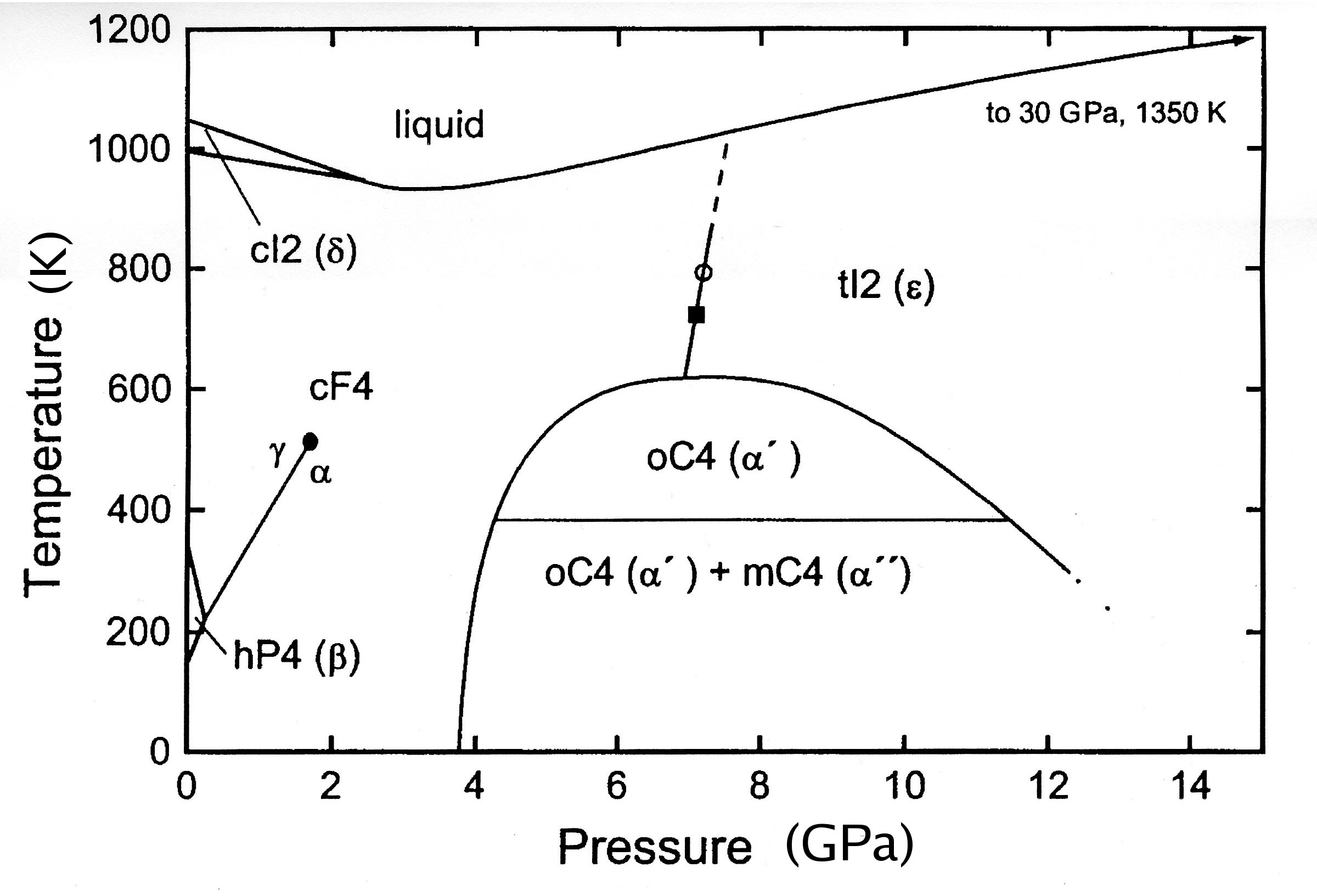
온도와 압력에 따른 세륨의 상

세륨은 광택이 있는 은색을 띠는 란타넘족 금속이다. 무르고 연성이 커 굽히거나 펴기 쉽다.
공기 중에서 쉽게 산화하여 산화세륨이 된다.
Ce + O2 → CeO2
할로젠과 반응하여 화합물을 만든다.
2 Ce (s) + 3 F2 (g) → 2 CeF3 (s) [백색]
2 Ce (s) + 3 Cl2 (g) → 2 CeCl3 (s) [백색]
2 Ce (s) + 3 Br2 (g) → 2 CeBr3 (s) [백색]
2 Ce (s) + 3 I2 (g) → 2 CeI3 (s) [황색]
세륨은 황산 수용액에 녹아 수산화세륨기([Ce(OH2)9]3+)를 이룬다.
2 Ce (s) + 3 H2SO4 (aq) → 2 Ce3+ (aq) + 3SO2-/4 (aq) + 3 H2 (g)

## 산업
산화세륨은 세리아라고 불리며 산화알미늄, 이산화규소 등과 함께 사용하여 법랑의 유탁제로 사용된다. 도자기의 유약으로는 잘 쓰이지 않으나 흰색 유약을 만들기 위해 쓰이기도 한다.

## 발견
1803년 스웨덴의 화학자 옌스 야코브 베르셀리우스와 빌헬름 힌싱게르가 독자적으로 세륨을 발견하였다. 세륨이라는 이름은 1801년 발견된 왜행성 세레스의 이름을 따 베르셀리우스가 이름 붙인 것이다. 이와 별도로 독일의 화학자 마르틴 하인리히 클라프도 독자적인 연구를 통해 세륨을 발견하였다.